# Lohmanderodesmus
Lohmanderodesmus är ett släkte av mångfotingar. Lohmanderodesmus ingår i familjen orangeridubbelfotingar.
Kladogram enligt Catalogue of Life:
| Lohmanderodesmus | \| \| Lohmanderodesmus galeatus \| \| \| \| \| \| Lohmanderodesmus tibiotarsale \| \| \| \| |
|                  | \| \| Lohmanderodesmus galeatus \| \| \| \| \| \| Lohmanderodesmus tibiotarsale \| \| \| \| |
|                  | Lohmanderodesmus galeatus                                                                   |
|                  |                                                                                             |
|                  | Lohmanderodesmus tibiotarsale                                                               |
|                  |                                                                                             |